# 保羅·波爾波拉
保羅·波爾波拉（義大利語：Paolo Porpora，1617年—1673年）是一名義大利的巴洛克藝術晚期風格的專業油畫畫家，主要活躍於拿坡里，專長創作花卉、水果等靜物畫，另外他也會描繪海龜等爬行動物、青蛙等兩棲動物、蝸牛和蝴蝶等小動物。

## 生平

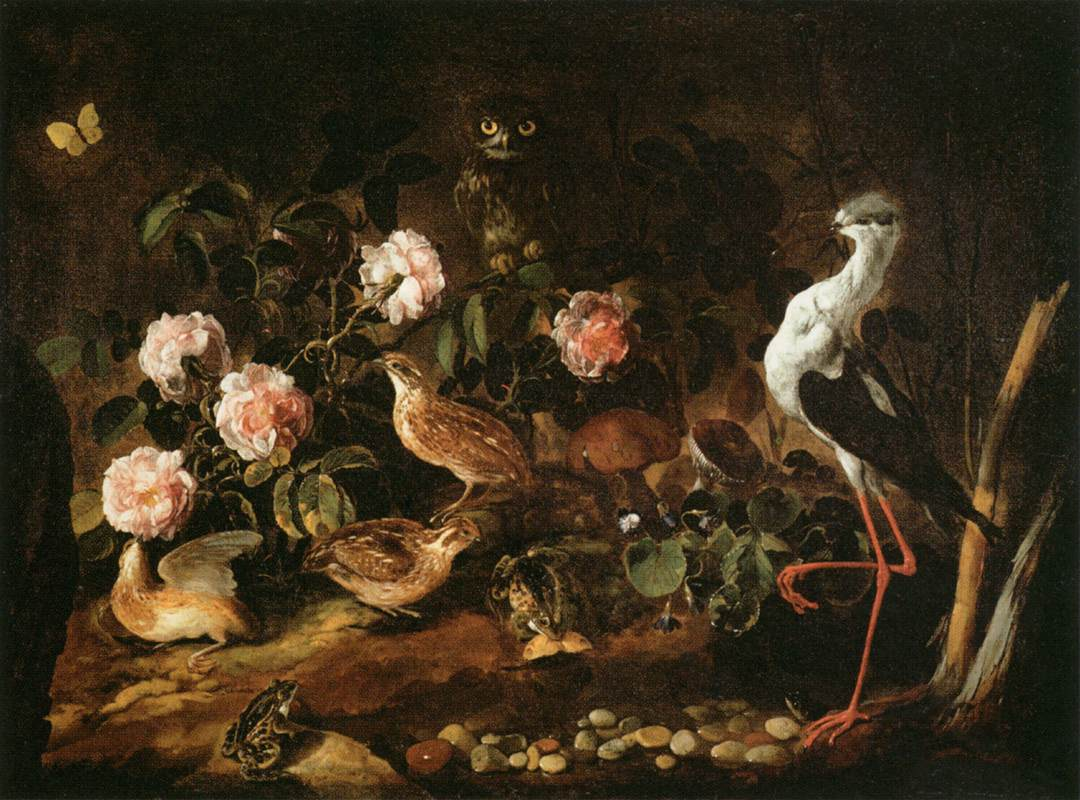
波爾波拉的畫作《靜物與鵪鶉、貓頭鷹和高蹺鴴》，這張被認為包含有生命、愛情、死亡、罪惡等多種寓意。

保羅·波爾波拉自1617年出生於拿坡里，並且於當地生活一陣子。15歲時，他成為拿坡里當地畫家的賈科莫·雷克的學生長達3年，並且因而學習到花卉、水果等靜物繪畫的技巧。而賈科莫·雷克於1634年生下的兒子朱塞佩·雷克，後來則成為拿坡里著名的靜物畫畫家。而根據貝爾納多·德·多米尼奇的說法，他還曾經在畫家阿尼羅·法爾科內的工作室底下從事繪畫工作，並且因而許多拿坡里靜物畫的可能繪畫作者，同時也養成他對於自然詳實考察的習慣。
除了波爾波拉外，像是盧卡·福瑞迪等畫家亦在法爾科內的工作室工作；另外波爾波拉之後也結識了尼可羅·德·西蒙、薩爾瓦托雷·羅莎、馬茲奧·馬斯圖爾佐、多梅尼科·加爾朱洛、朱塞佩·馬魯洛、切薩雷·弗拉坎扎諾、尼古拉·瓦卡羅、維維亞·諾科達齊等畫家，並且共同組成團體生活著。在拿坡里期間，波爾波拉像許多當代畫家一樣都主要是創作靜物畫為主。除了主要從事花卉以及水果的繪畫外，他亦喜歡描繪每天常見的生活用品、廚房靜物、以及野味或魚類等食物，其已知第一件畫作在1632年時創作。後來他更與朱塞佩·雷克、喬萬尼·巴蒂斯塔·羅勃洛齊名，成為拿坡里當地推廣巴洛克藝術風格靜物畫的領導人物之一。
波爾波拉大約在1650年時離開拿坡里移居至羅馬，並且1656年至1670年期間加入了羅馬當地成立的官方工會聖路卡學院，因而獲得在羅馬合法工作的權利，在這之後他只與當時著名的基吉家族簽署工作合約。在當時羅馬當地有許多來自北歐地區的畫家前來工作外，另外由數名畫家工作室所組成的畫家群也進駐羅馬。保羅·波爾波拉在羅馬期間，原本經常描繪的靜物畫主題因而受到北歐靜物畫畫家的佈局影響，使得他的主題安排常常是在森林場景中的花叢、裝盛有水果的傳統水果碗、以及在花瓶中的花卉等。另外原本就喜歡動物的波爾波拉也在聖路卡學院，被來自北方的畫家奧托·馬爾斯尤斯·馮·世里克和馬提亞斯·威索斯影響，亦開始有興趣研究自然環境中的叢林和野生動物等事物，並且以此做為參考來描繪內容有哺乳動物和爬行動物的草叢主題之繪畫作品。
其繪畫風格則是受到卡拉瓦喬深深影響，並且以成熟的巴洛克藝術風格精密地描繪畫主題。當時在羅馬和拿坡里與他同樣擁有熟練的巴洛克藝術風格的畫家，分別還有馬里奧·代·菲奧里和亞伯拉罕·布勒哲爾等人。1666年時，他則成為萬神廟畫家團體的成員之一。在他結婚之後，他仍然經常參與聖路卡學院的活動。他亦有數名追隨者乃至於學生受到其影響，包括有喬萬尼·巴蒂斯塔·羅勃洛、安德烈·貝維德、諾費奧·洛思（Onofrio Loth）等學生。1673年時，保羅·波爾波拉於羅馬逝世，對此則有許多民眾對此表示哀悼。

## 作品

### 畫作考證

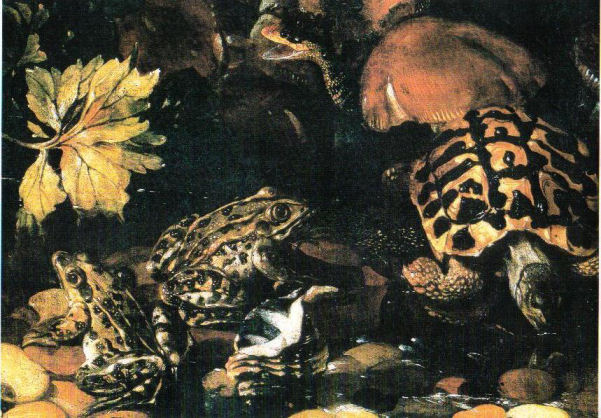
卡波迪蒙特美術館收藏的波爾波拉畫作《爬行動物》。

如同當時許多畫家一般，保羅·波爾波拉其主要創作也是以靜物畫為主。波爾波拉在拿坡里當地所創作的花卉靜物畫，常被視為是受到當時荷蘭畫家的藝術風格影響的拿坡里巴洛克藝術風格。不過在主題的選擇上，他亦對於描繪像魚、牡蠣、海螺、蝸牛、鴿子、廚房用品等特別感到有興趣。波爾波拉的靜物畫擁有明顯的現實主義和裝飾風格，他通常是用豐富的色彩直接描繪花卉、動物等主題，並且在對照實際的花朵、動物、蝴蝶、蜥蜴等樣貌後，特別以極為寫實的方式進行描繪。這些由種種元素組成的靜物畫構圖通常也是以簡單排列而成，其中畫作中的花卉大部分都是放入玻璃花瓶或者和其他靜物併列。而作為第二代專業靜物畫畫家，波爾波拉也是義大利少數可以多方位描繪題材的畫家之一。
不過在過去，波爾波拉的經歷與藝術創作較不被藝術界所重視，許多17世紀重要博物館提供的藝術作品名錄都未有標記其作品。儘管目前有幾件作品可以依據相關收藏檔案，得以被確認為是波爾波拉所創作的，這使得其作品發展歷程有很大程度上仍然是基於作品風格進行假設。當前僅有一幅私人收藏、畫面以花卉為題材的畫作確認有其簽名。其中《藝術家辭典》指出絕大部波爾波拉作品，是由唯一和其簽署工作契約的羅馬銀行家阿戈斯蒂諾·基吉（Agostino Chigi，1634年－1705年）所擁有，這些畫作的內容主要是以花卉題材為主，但是作品上基於製作標準亦沒有附上創作完成的日期。一般認為其在青年時期不可能在拿坡里有獨自創作的作品，而絕大部分作品應該都是在羅馬後才開始創作。在1999年時，有一批以海洋為主題的畫作被主張是波爾波拉在退出羅馬工會後所創作。儘管有關作品的實際作者仍然尚未確認，不過當時畫家朱塞佩·雷克亦為魚類和貝殼進行繪製工作。

### 風格類型

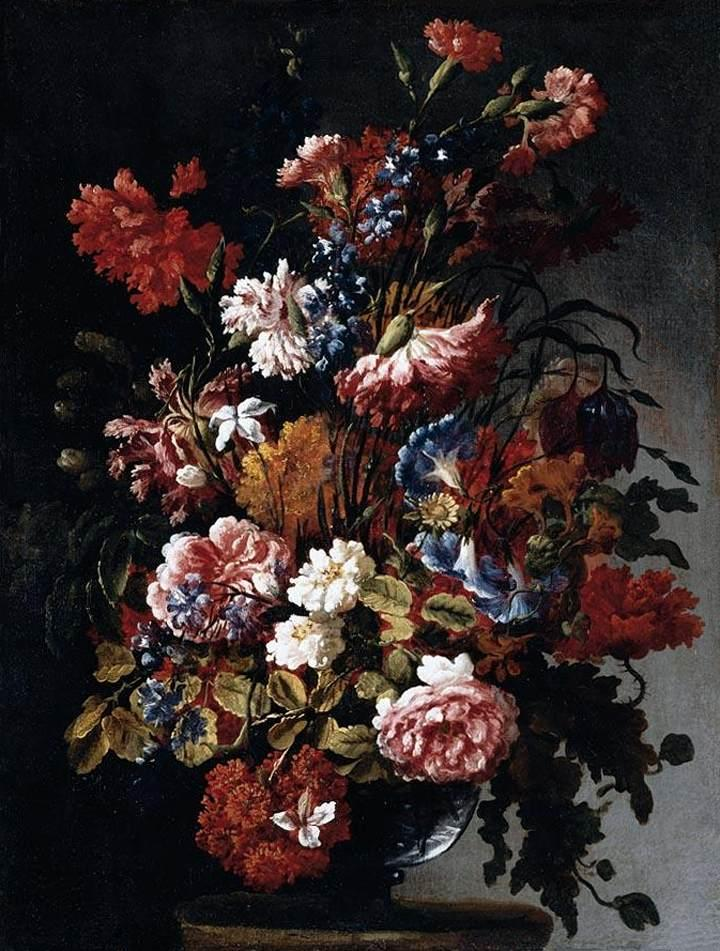
保羅·波爾波拉與馬里奧·代·菲奧里合作的畫作《花卉靜物》，主要是描繪放在石頭窗臺、插滿罌粟花、旋花、玫瑰，貝母、旱金蓮和茉莉花的玻璃花瓶。

在其花卉主題繪畫中，波爾波拉特別在乎花朵、葉片、果實等自然樣貌光影的描繪，同時受到卡拉瓦喬風格的影響而試圖呈現出極大的想像空間。其中他承繼著拿坡里當地花卉主題畫作的傳統，主要強調透過現實的光影變化以呈現花朵的做法，使得其和後來帶有奢華與浮誇的巴洛克風格之花卉畫作有所不同。受到拿坡里繪畫風格的影響使得波爾波拉的畫作有著鮮明色彩，並且亦對於主題進行細緻地描繪。波爾波拉亦會特意把某些主體的顏色彩度予以增加，藉此平衡繪畫上的鮮豔色彩與晦暗陰影得以達到平衡。而其花卉的畫作安排大都是安排在佔據絕大部分畫面處，以擁擠且無秩序的的方式呈現花朵的充滿生機的樣貌，而在這之前的花卉繪畫則多是兼具時尚和華麗的巴洛克風格。
這樣的畫風除了與盧卡·福瑞迪強調色彩優美變化有所差異外，也與當時以濃厚顏色大受歡迎的帕拉佐聖傑爾瓦肖畫派有所不同。當時波爾波拉與馬里奧·代·菲奧里、丹尼爾·希格斯互相影響，強調在巴洛克風格上亦要保有真實事物的樣貌，同時強調畫作意象的他亦會特意抹除掉畫面的景深。而在17世紀拿坡里的靜物畫風格之所以能夠在歐洲各地廣受歡迎，很大的原因在於購買畫作的消費者有越來越多屬於中產階級者，這使得強調客觀描寫能力的波爾波拉等畫家的畫作因而獲得社會大眾的青睞。儘管波爾波拉這樣的畫法儘管與傳統巴洛克藝術有所差距，捨棄過去奢華裝飾的做法轉而強調技法訓練的重要，然而之後仍對於許多拿坡里畫家的畫作風格有所影響。
之後波爾波拉受到北歐和中歐畫家的影響，開始另外結合灌木叢而創作蛇、蜥蜴、烏龜、雛鴨、青蛙、蝴蝶等動物畫類型的作品時，而遠離當時義大利常見的靜物畫主題、構圖和風格。不同於當時的義大利畫家或者其他國家的畫家，他則開始針對叢林等自然景觀進行研究，這使得其在以典型的北歐灌木叢為題材時仍強調自然的細節。波爾波拉的叢林動物畫的作品同樣包含和諧的色彩、精實的考證、細膩的描寫以及各式的暗喻，而在過去將叢林中的自然生物翔實地描繪下來的畫作，於德語國家往往成為善惡永恆鬥爭的隱喻，有時候則會體現出基督教信仰的莊嚴奧秘。不過當波爾波拉在其作品中體現出類似風格，這些深沉涵義則往往僅被稍微提及或者直接略過，實際上其人在義大利的主要畫作購買者亦不重視此事。不過波爾波拉自己則曾經作詩表達對於自然世界的觀察，並且成為拿坡里少數能夠描繪自然景物之專家。

### 意外受損
2015年8月，臺灣臺北市華山1914文化創意產業園區舉辦「真相達文西·天才之作」特展；其中在特展中展出了一幅私人收藏、並且註明1660年的波爾波拉作品《花》，另外還展出了其他54名義大利藝術家的作品。不過到了8月23日，一名12歲男童在展覽途中在畫作前方被地上隔板絆倒，之後由於手掌直接碰觸畫作而不慎毀損作品，在畫布上留下拳頭大小之破洞。由於男童並非故意破壞作品，對此展覽策展人安德烈·羅西決定不向其家庭提出索賠要求，而計畫由承擔畫作的保險公司提供的資金做為畫布修復費用。而有關修復工作的進行，羅西則表示希望畫作返回義大利之前便能夠在工作予以修復。
不過在此次事件中，亦有義大利《共和報》、《郵報》等新聞媒體報導指稱被毀損的畫作，實際上是波爾波拉的前輩馬里奧·努齊在1660年完成、價值約3萬歐元的作品。

## 外部連結
- （英文） PORPORA, Paolo （页面存档备份，存于）